# Athanasios Vouros
Athanasios Vouros foi um esgrimista grego, representou seu país nos Jogos Olímpicos de Verão de 1896. Obteve a medalha de bronze.